# داء التبدل الطفيف
داء التبدل الطفيف أو داء التبدلات الصغرى أو مرض نيل، هو مرض يصيب الكلى ويسبب متلازمة كلوية. تؤدي المتلازمة الكلوية إلى فقدان كميات كبيرة من البروتين في البول، مما يؤدي إلى تورم الأنسجة الرخوة المعمم (وذمات معممة) واضطراب الوظائف الكلوية التي يعاني منها المصابون بهذا المرض. يُصنّف داء التبدلات الصغرى على أنه الداء الأشيع عند الأطفال وخاصةً من تتراوح أعمارهم من 2 إلى 6 سنوات. يكون داء التبدلات الصغرى مسؤولًا عن 10-25% من حالات المتلازمة الكلوية لدى البالغين، وهو أيضًا السبب الأشيع للمتلازمة الكلوية الناجمة عن سبب غير واضح (مجهول السبب) عند الأطفال.

## العلامات والأعراض

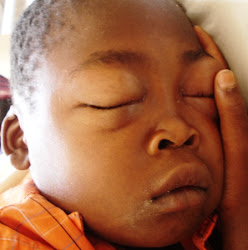
وذمة حجاج في داء التبدلات الصغرى.

تتضمن العلامات السريرية للداء قليل التبدلات ما يلي: البيلة البروتينية (إطراح غير طبيعي للبروتينات وخاصةً الألبومين في البول) والوذمات (تورم الأنسجة الرخوة نتيجةً لاحتباس الماء) وزيادة الوزن ونقص ألبومين الدم (انخفاض ألبومين المصل). يشار إلى هذه العلامات مجتمعةً باسم المتلازمة الكلوية.
أول علامة سريرية للداء قليل التبدلات هي الوذمات المرتبطة بزيادة الوزن. قد تكون الوذمات خفيفة، ولكن قد يحضر المرضى إلى الأطباء بسبب وذمة في النصف السفلي من الجسم أو وذمة حول الحجاج أو تورم في كيس الصفن أو الأشفار أو قد يحضر المرضى بسبب استسقاء معمم في الحالات الأكثر شدة. قد يصاب المرضى البالغين الأكبر سنًا بقصور كلوي حاد (20-25% من البالغين المصابين) وارتفاع ضغط الدم. يكون المرضى الذين يعانون من داء التبديلات الصغرى معرضون أيضًا لخطر تشكل جلطات الدم والالتهابات.

## علم الأمراض
لم يجد علماء الباثولوجيا لسنوات أي تغيرات في عينات الخزعات الكلوية تحت المجهر الضوئي، ومن هنا جاءت تسميته بمرض التغير الأدنى. قد يمتد أو يتوسع مسراق الكبيبة الكلوية في بعض الأحيان، ولكن خلاف ذلك لا يوجد أي ضرر لأنسجة الكلى نفسها.
لا يظهر تحت مجاهر التألق المناعي أية غلوبولينات مناعية أو رواسب للمتممة في أنسجة الكلى.
اكتُشف مع ظهور المجهر الإلكتروني التغييرات المعروفة الآن باسم السمات المميزة للمرض، وتشمل هذه السمات ما يلي: الفقدان المنتشر للامتدادات القدمية للخلايا الظهارية الحشوية (أي امحاء الخلايا القدمية) وتشكل الفجوات ونمو الزغابات الدقيقة للخلايا الظهارية الحشوية مما يسمح بزيادة طرح البروتين في البول.

## التشخيص
يعتبر داء التبدلات الصغرى مجموعة فرعية من المتلازمة الكلوية، ولذلك يتضمن التشخيص البحث عن الوذمات وقياس مقدار البروتين في البول الذي يجب أن يكون مرتفعًا ومقدار الألبومين في المصل الذي يجب أن يكون منخفضًا ومقدار الكوليسترول في الدم الذي يجب أن يكون مرتفعًا. وبناءً على ما سبق، تتضمن الفحوصات تحليل البول واختبارات وظائف الكلى ومستوى الألبومين والشحوم في الدم. وقد يحتوي البول على كميات مجهرية من الدم لدى البالغين المصابين بداء التبدلات الصغرى بنسبة تبلغ نحو 10-30 ٪.
لا تُجرى خزعة الكلى عادةً لدى الأطفال لأن داء التبدلات الصغرى هو النوع الأشيع من المتلازمة الكلوية عند الأطفال دون سن 10 سنوات، وذلك في حال عدم وجود خصائص غير اعتيادية للمرض كارتفاع ضغط الدم والبيلة الدموية والفشل الكلوي بالإضافة إلى عدم استجابة هؤلاء الأطفال للعلاج بالستيروئيدات القشرية؛ إذ قد تشير الموجودات السابقة إلى مرض آخر غير داء التبدلات الصغرى. يجب إجراء خزعة كلوية عند البالغين بسبب وجود مجال واسع من التشخيصات التفريقية للمتلازمة الكلوية. وكما يوحي الاسم فإن الخزعة الكلوية لمرضى داء التبدلات الصغرى ستُظهر حد أدنى من التغيرات أو لا تغيرات تحت المجهر الضوئي، وهو أمر مميز لهذا المرض من بين الأسباب الأخرى المتلازمة الكلوية لدى البالغين.